# ژول والتون
ژول والتون (فرانسوی: Jules Valton‎; ۱۱ مهٔ ۱۸۶۷ – نامشخص) قایقران قایق بادبانی اهل فرانسه بود.